# Урочище «Каліжари»
Уро́чище «Каліжа́ри» — ландшафтний заказник місцевого значення в Україні. Розташоване в межах Сарненського району Рівненської області, на південний захід від села Підгірник. 
Площа 447 га. Статус присвоєно згідно з рішенням облради № 33 від 28.02.1995 року. Перебуває у віданні ДП «Березнівський лісгосп» (Малинське л-во, кв. 29-31, 36). 
Статус присвоєно для збереження частини лісового масиву з цінними насадженнями сосни, на перезволожених ділянках зростають береза і вільха.